# Ilkowice (powiat tarnowski)
Ilkowice – wieś w Polsce w województwie małopolskim, w powiecie tarnowskim, w gminie Żabno. Patronem wsi jest święty Sebastian, przy ulicy Rudno znajduje się zabytkowy kościół pod jego wezwaniem.

## Geografia

### Położenie
Ilkowice położone są na prawym brzegu Dunajca, ok. 4,5 km na południe od Żabna i ok. 10 km na północ od Tarnowa. Miejscowość leży w Kotlinie Sandomierskiej, na płaskiej, rozszerzającej się w kierunku północnym Nizinie Nadwiślańskiej. Występujące małe obniżenia terenu ciągnące się liniowo przez miejscowość ukształtowały się przez meandrujący w przeszłości nieuregulowany Dunajec. Przez Ilkowice przebiega droga wojewódzka nr 973 Tarnów – Żabno – Nowy Korczyn – Busko-Zdrój.

### Części wsi
| SIMC    | Nazwa   | Rodzaj    |
| ------- | ------- | --------- |
| 1051956 | Podwale | część wsi |
| 1051985 | Rudno   | część wsi |

## Historia
Ilkowice istniały już w 2 połowie XIV wieku. Według kronik w 1409 roku osada należała do Wincentego Granowskiego, syna Wincentego z Granowa herbu Leliwa. Najstarsza część Ilkowic obejmowała zabudowania na dzisiejszej ulicy Partyzantów i Św. Floriana w pobliżu rzeki Dunajca. W latach 70. XVI wieku wieś należała do wojewody lubelskiego Jana Tarły, znajdowała się w powiecie pilzneńskim województwa sandomierskiego. W latach 1975–1998 miejscowość należała administracyjnie do województwa tarnowskiego. Obecnie wzrasta liczba mieszkańców oraz stopień zabudowania miejscowości w związku z coraz liczniejszym osiedlaniem się ludności, głównie miejskiej z pobliskiego Tarnowa oraz sąsiednich miejscowości.

## Współczesność
Na terenie Ilkowic zlokalizowanych jest 12 ulic: Gen. Wł. Sikorskiego, Zacisze, Wspólna, Wesoła, Graniczna, Św. Floriana, Partyzantów, Polna, Rudno, Spokojna, Sportowa, Złota Góra. We wsi funkcjonuje Ochotnicza Straż Pożarna powstała w 1913 r. oraz klub piłkarski LKS Ilkowice założony w 2003 r. We wsi znajdują się Zespół Szkoły Podstawowej i Przedszkola, powstały w 2005 r. w wyniku połączenia Szkoły Podstawowej z 1885 r. oraz Publicznego Przedszkola z 1958 r. (przeniesione z ul. Partyzantów z budynku Domu Ludowego, wybudowanego w 1949 r. po zburzeniu dworu szlacheckiego rodziny Ziemińskich). Przy ul. Rudno obok granicy z Łęgiem Tarnowskim stoi murowany zabytkowy kościół pw. Św. Sebastiana z 1881 r. w stylu eklektycznym z elementami baroku i klasycyzmu. Na wyposażenie kościoła składają się trzy ołtarze z 4. ćw. XIX w. W ołtarzu głównym obraz św. Sebastiana, kopia według Guido Reniego (1575–1642). Kościół pełni obecnie funkcję świątyni filialnej parafii w Łęgu Tarnowskim.